# Per Bergman
Petrus Hilding "Per" Bergman (Estocolmo, 15 de maio de 1886 — 18 de outubro de 1950) foi um velejador sueco, medalhista olímpico. Ele competiu nos Jogos Olímpicos de Verão de 1912 na classe 12 Metre e conquistou a medalha de prata na disputa a bordo do Erna Signe com Nils Persson, Dick Bergström, Kurt Bergström, Hugo Clason, Folke Johnson, Sigurd Kander, Ivan Lamby, Erik Lindqvist e Hugo Sällström.